# Bażant królewski
Bażant królewski (Syrmaticus reevesii) – gatunek dużego ptaka grzebiącego z rodziny kurowatych (Phasianidae). Jest narażony na wyginięcie. Charakteryzuje się bardzo długim ogonem, osiągającym do 160 cm długości, co stanowi 75% długości ciała. Występuje endemicznie w górskich lasach środkowych Chin. Gatunek monotypowy – nie wyróżnia się podgatunków. W Polsce wyłącznie ptak hodowlany.

## Systematyka
Ptak (Aves) z podgromady Neornithes, infragromady neognatycznych (Neognathae), rzędu grzebiących (Galliformes), rodziny kurowatych (Phasianidae), rodzaju Syrmaticus. W obrębie gatunku nie wyróżnia się podgatunków.
Po raz pierwszy wzmiankował o bażancie królewskim wenecki podróżnik Marco Polo w swoim dzienniku z wyprawy do kraju Tatarów, gdzie spędził 17 lat (1281–1298). Jednak dokładny opis gatunku pojawił się w XIX wieku. Pierwsze próby opisu podjął John Latham, opisując ptaki na podstawie rysunków i sterówek w 1823 roku. John Edward Gray jako pierwszy dokładnie opisał w dziele Animal Kingdom bażanta królewskiego w 1829 roku, nadając mu nazwę naukową Phasianus reevesii. Później, w 1832 roku, gatunek został przeniesiony przez Waglera do nowo nazwanego przez niego rodzaju Syrmaticus. Również Coenraad Jacob Temminck sporządził opis tego gatunku, lecz uczynił to rok po Grayu. Temminck zaproponował także nazwę gatunkową veneratus, ale przywilej nadania nazwy gatunkowi przypadł autorowi pierwszego opisu.
Etymologia nazwy naukowej
Nazwa rodzajowa Syrmaticus pochodzi od greckiego słowa ςυρμα (syrma) oznaczającego używany w antycznej Grecji kostium teatralny, długą suknię sięgającą ziemi, zaś gatunkowa reevesii pochodzi od nazwiska brytyjskiego przyrodnika Johna Reevesa, który jako pierwszy sprowadził żywe bażanty królewskie do Europy w 1831 roku.

## Morfologia
Wygląd zewnętrzny:
Wyraźny dymorfizm płciowy.

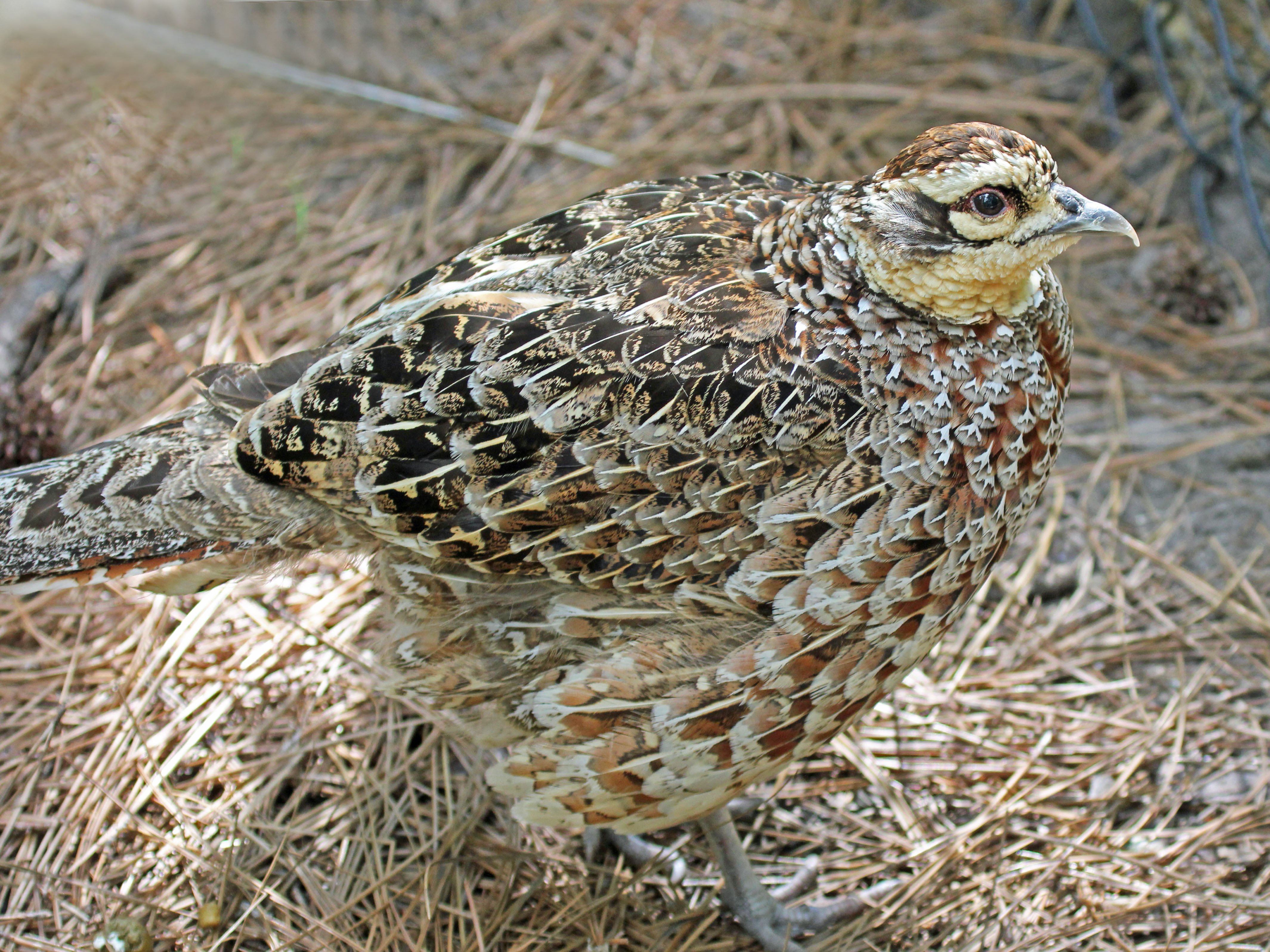
Samica

Pióra na grzbiecie samca barwy bursztynowej czarno obrzeżone, podbrzusze czarne, reszta ciała brązowa z białymi plamami. Głowa biała z charakterystyczną czarną opaską. Tęczówki brązowe, oczy czerwono obrzeżone, pod okiem niewielka czystobiała plama. Na szyi czarna obroża. Dziób i nogi jasnoszare. Wierzchnie sterówki są białe z czarnymi pręgami, pozostałe – brązowe.
Samice znacznie mniejsze od samców. Są też skromniej ubarwione. Ogólny koloryt brązowoszary. Szyja dookoła biało nakrapiana. Głowa jasno ubarwiona z ciemnym paskiem za okiem. Podbrzusze jasne. Dziób i nogi jasnoszare.
Rozmiary
- Długość ciała: samiec do 210 cm (w tym 160 cm ogon); samica – 75 cm
- Rozpiętość skrzydeł: ok. 60–65 cm
- Długość skoku: samiec 80 mm; samica 57–61 mm[9]

Masa ciała: samiec ok. 1500 g; samica ok. 950 g

## Występowanie

### Środowisko
Zasiedla różne typy górskich lasów północnych i środkowych Chin, od lasów strefy umiarkowanej na północnej granicy występowania gatunku po lasy strefy subtropikalnej. Występuje na wysokości 400–2600 m n.p.m. Optymalna wysokość to 1000 m n.p.m. Lubi lasy mieszane oraz lasy liściaste z przewagą dębu (zarówno gatunki zimozielone, jak i te gubiące liście na zimę), z gęstym piętrem koron drzew i rzadkim, ale wysokim podszytem. Spotyka się go także w lasach iglastych, a zimą w zaroślach śródpolnych na niższych położeniach, nawet 200–300 m n.p.m.

### Zasięg występowania
Jest endemitem. Można go spotkać w prowincjach: Kuejczou, Syczuan, Shaanxi, Hunan, Henan i Hubei.
Został także pomyślnie introdukowany poza naturalnym zasięgiem występowania i gniazduje dziko na Hawajach, w Czechach i Francji.
W Polsce próby introdukcji bażanta królewskiego nie powiodły się, gdyż nie wytrzymywał on konkurencji z bażantem łownym. Komisja Faunistyczna Sekcji Ornitologicznej Polskiego Towarzystwa Zoologicznego wymienia go na liście gatunków stwierdzonych w Polsce, lecz nie zaliczonych do awifauny krajowej (kategoria E w klasyfikacji AERC – pojaw nienaturalny).

## Pożywienie
Jest wszystkożerny, ale odżywia się głównie pokarmem roślinnym: owocami i nasionami, szczególnie tymi pochodzącymi z krzewów Pyracantha fortuneana, Rosa maisei var. plurijaga, Cotoneaster dammeri i Myrica nana czy żołędziami. Dieta uzupełniana pąkami, świeżymi liśćmi, kwiatami i kłączami oraz niektórymi owadami, ślimakami i dżdżownicami. Bażanty królewskie zalatują też na pola graniczące z lasem, by żerować na uprawianej tam fasoli, zbożach i roślinach okopowych.
Owoce je wprost z roślin lub, gdy opadną, z powierzchni ściółki. Nogami rozgrzebuje glebę w poszukiwaniu nasion, kłączy, owadów itp.

## Tryb życia i zachowanie
Bażanty królewskie są aktywne głównie w ciągu dnia.
Jako główne środowisko życia preferuje lasy mieszane i liściaste. Znajduje tu miejsce schronienia oraz odpowiednią bazę pokarmową. Wiosną pod dostatkiem jest pączków i młodych pędów, a jesienią i zimą żołędzi. Ptaki wykazują zmienny rozmiar areału osobniczego w zależności od pory roku. Z przeprowadzonych badań wynika, że rewir samców jest największy wiosną, później stopniowo maleje aż do zimy, kiedy jest najmniejszy. Wiosenny areał jest większy, ponieważ koguty szukają partnerek do rozrodu oraz zajmują się obroną terytorium, na którym znajduje się baza pokarmowa na nadchodzący sezon lęgowy.
Ptaki sezonowo grupują się także w niewielkie stada o różnej liczebności: największe jesienią i zimą – liczące ponad 10 osobników, wiosną – 4 do 8, a w sezonie lęgowym mniejsze, składające się z kilku osobników grupki.
Bażanty królewskie mają bardzo szybki lot i zwinnie fruwają między gałęziami drzew.

### Głos
Terytorialny głos to serie wysokiego świergotu.
Ostrzeżeniem dla innych bażantów królewskich jest wysoki, przejmujący okrzyk. Kury alarmują towarzyszy głośniej od samców.
Głos nawołujący to  bardzo wysoki szczebiot ze sporadycznie wplatanym wibrującym trelem, szybko, słodko i melodyjnie powtarzany 6–20 razy. Przypomina on trochę śpiew wróbli, dlatego ptaki, siedząc w gęstwinie gałęzi, mogą zmylić niejednego drapieżnika, co ułatwia im utrzymanie tak dużych rozmiarów ciała.

## Rozród

### Sezon godowy
Toki
Rozpoczynają się w połowie marca i trwają do połowy lipca. Toki przebiegają w ciszy, jedynie samce od czasu do czasu sygnalizują swoją obecność w rewirze od marca do początku czerwca. Głos terytorialny to serie wysokiego świergotu. Gatunek uważany za monogamiczny, ale zdarza się, że na jednego koguta przypada kilka kur, zazwyczaj 2–3. Ptaki płodne od pierwszego roku życia.
Gniazdo

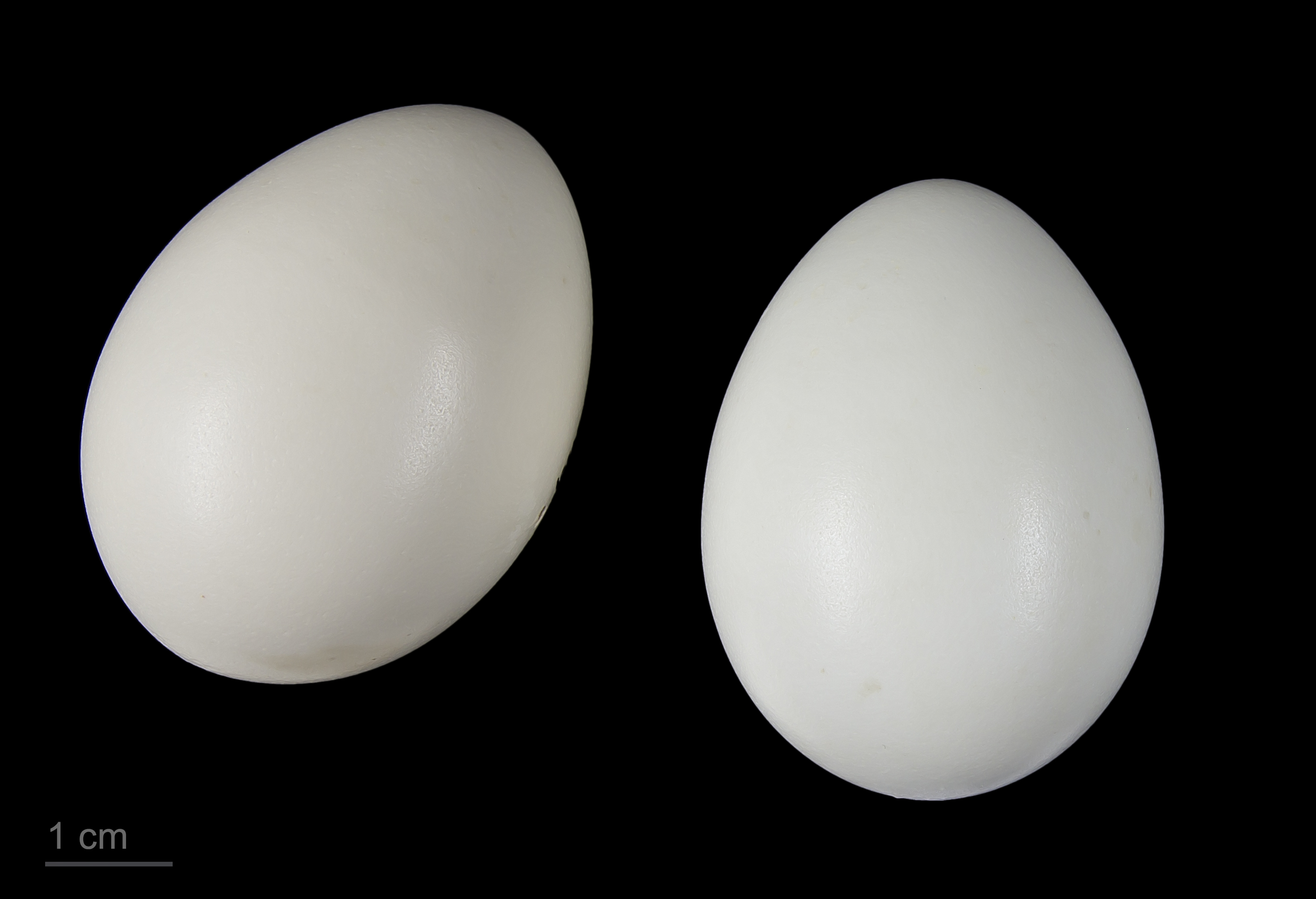
Jaja z kolekcji muzealnej

Położone na ziemi pod gęstymi krzewami lub w trawie, często w lekkim zagłębieniu terenu. Zbudowane z igieł sosnowych, liści i roślin zielnych.

### Sezon lęgowy
Jaja
W Kuejczou od 6 do 10 w lęgu (średnio 7,7), co stanowi dużą ilość jaj wśród ptaków z rodzaju Syrmaticus. Jaja w zarysie owalne, szerokie, tępo zakończone, o wymiarach 37x46 mm. Barwa skorupki zróżnicowana, od szarej z nutą brązu do koloru oliwkowego. Składane są na początku lipca.
Wysiadywanie
Inkubacja trwa 24–25 dni. W ciągu roku wyprowadza jeden lęg. Wysiaduje tylko samica. W początkowym okresie inkubacji kura może porzucić gniazdo, jeśli zostanie nagle zaniepokojona. Jednak w późniejszym okresie energicznie broni je przed intruzami.

## Status, zagrożenie i ochrona
Światową populację bażanta królewskiego na wolności ocenia się na ok. 3–5 tys. osobników, a przy tym zaznacza się tendencja spadkowa. W Czerwonej księdze gatunków zagrożonych IUCN gatunek klasyfikowany jest jako narażony na wyginięcie.

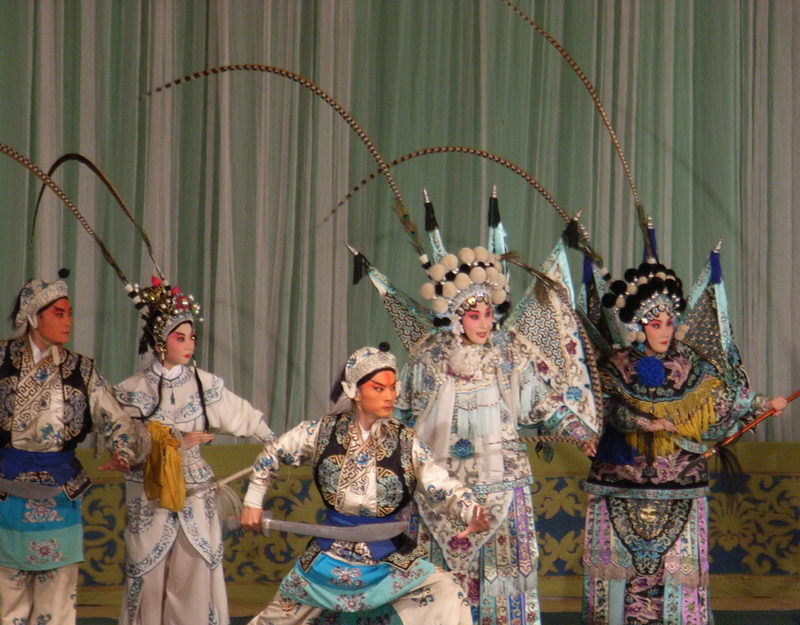
Sterówki kogutów na głowach artystów Opery Pekińskiej

Na niepewną przyszłość tego gatunku składa się kilka czynników. Dużym problemem jest kłusownictwo. Ptaki są łapane w różnego rodzaju sidła i zapadnie. Sporadycznie na targach w Pekinie i Hankou są widziane zarówno żywe, jak i martwe ptaki. Na bażanty królewskie poluje się w Chinach nie tylko dla mięsa, lecz także dla pięknych sterówek, które prezentują konkretną wartość rynkową. Są one wykorzystywane do ozdabiania strojów ludowych, a także są częścią stylizowanych nakryć głowy (najczęściej hełmów) używanych w chińskiej operze. Istnieje na nie duże zapotrzebowanie, gdyż nie są zbyt trwałe. Nie do rzadkości należy też proceder podbierania jaj z gniazd, co mocno ogranicza sukces rozrodczy. Kolejnym zagrożeniem jest wycinka lasów i zmniejszanie się ilości siedlisk odpowiednich dla tych ptaków.
Konieczne są zatem działania ochronne. W 1992 roku założono rezerwat dla tego gatunku w Lesie Tuoda w prowincji Kuejczou. Na terenie Parku Narodowego Dongzhai naukowcy studiują jego biologię z wykorzystaniem m.in. nadajników radiowych – badania przeprowadzone w latach 2000–2003.
Bażant królewski w 2009 roku został objęty rozporządzeniem Rady WE w sprawie ochrony gatunków dzikiej fauny i flory w drodze regulacji handlu nimi. Zakazany jest handel „całymi lub w zasadzie całymi” ptakami żywymi i martwymi oraz piórami i skórą pochodzącymi od ptaków dziko żyjących. Gatunek ten dopiero od 2019 roku figuruje na liście CITES – jest ujęty w II załączniku.

## Hodowla
Historia hodowli
Pierwszy znany okaz został schwytany w 1808 roku i trzymany w dobrej kondycji przez kolejnych 13 lat w ptaszarni w Makau należącej do Thomasa Beale’a. Następne 4 osobniki złapano w środkowych Chinach dopiero w 1831 roku, które potem John Reeves miał zabrać do Anglii. Wygląda jednak na to, że Reeves przywiózł wtedy tylko jednego samca. Kura została przywieziona przez jego syna 7 lat później. Mimo iż oba okazy były hodowane w londyńskim zoo, rozród nie był możliwy, ponieważ kogut był zbyt stary, by przystąpić do toków. Po kilku krzyżówkach samica umarła w 1840 roku.
Kolejnych prób sprowadzenia bażanta królewskiego do Anglii podjęli się panowie Stone i Medhurst, późniejszy konsul brytyjski w Hankou. W trakcie swoich poszukiwań w północnych Chinach używali kolorowych rysunków w kontaktach z tubylcami, gdyż istniała duża bariera językowa. Stąd zostały wysłane 3 paczki z ptakami, jednak większość padła w drodze do Londynu – przeżył tylko jeden samiec, który następnie trafił do tamtejszego ogrodu zoologicznego, gdzie umarł po 3 miesiącach. Nadano jeszcze jedną przesyłkę z Hankou, którą w 1867 roku dotarło do wspomnianego już zoo 7 ptaków. Wkrótce po przybyciu, pod koniec czerwca rozpoczęły pierwsze zanotowane lęgi, a w sierpniu wykluły się 4 pisklęta.
Mutacje
Istnieje bardzo duża różnorodność upierzenia. Można spotkać osobniki o czarnym pióropuszu lub z czarną obwódką sięgającą żuchwy. Inne znowu posiadają ciemniejsze kasztanowe upierzenie korpusu. Prawdopodobnie jest to wynikiem wieloletniej hodowli w niewoli.
Często krzyżuje się je z innymi bażantami, a powstałe w ten sposób mieszańce są bezpłodne.
Wymagania
Obszerna woliera lub cały ogród (tylko ptaki oswajane od wyklucia) z suchym podłożem (błoto może zniszczyć sterówki) i gęstymi zaroślami, w których ptaki mogą się ukrywać. W przypadku kilku wolier, powinny być one osłonięte w taki sposób, by ptaki w nich trzymane nie widziały się nawzajem – w przeciwnym wypadku ptaki będą agresywne, zwłaszcza koguty. Ptaki dobrze znoszą zarówno niskie jak i wysokie temperatury. Zimą mogą przebywać na zewnątrz, jeśli tylko mają do dyspozycji zadaszone schronienie.
Pożywienie
Kukurydza, jęczmień, owies, otręby pszenne, śruta sojowa, zielonki oraz dodatki mineralne. Młode żywą się znalezionymi w ogrodzie owadami, ale warto też dodatkowo podawać im posiekane jaja na twardo, mieszankę dla piskląt, larwy mączników i namoczone w mleku białe pieczywo.
Lęgi
Kura może wysiadywać samodzielnie jaja, tylko w przypadku zapewnienia jej absolutnego spokoju i bardzo dużej, zacisznej woliery. W warunkach hodowlanych takie wymagania bardzo trudno zaspokoić, więc samica porzuca swoje jaja. Zatem sztuczna inkubacja właściwie staje się koniecznością.
Inkubacja powinna trwać 24–25 dni. W inkubatorze powinna panować temperatura 37,7 °C oraz wilgotność 55%.

## Znaczenie w kulturze człowieka
Ptak hodowlany, popularny zarówno wśród hodowców prywatnych, jak i w ogrodach zoologicznych.
Przed wiekami, na długo zanim ornitolodzy zdołali opisać gatunek, bażanty królewskie pojawiły się na chińskich rysunkach. Są też od wieków przedstawiane w wierzeniach Mongołów jako smoki lub feniksy.
Motyw bażanta królewskiego w sztuce użytkowej pojawia się na znaczkach pocztowych.
Długie sterówki kogutów są częścią stylizowanych nakryć głowy (najczęściej hełmów) używanych w chińskiej operze.